# Calyptranthera grandiflora
Calyptranthera grandiflora là một loài thực vật có hoa trong họ La bố ma. Loài này được Klack. mô tả khoa học đầu tiên năm 1997.